# Miranda de Ebro (camp de concentration)
Pour la commune, voir Miranda de Ebro.
Pour les articles homonymes, voir Miranda et Ebro (homonymie).
 (octobre 2022).
Le camp de concentration de Miranda de Ebro (campo de concentración de Miranda de Ebro) est un camp de concentration franquiste situé dans la ville de Miranda de Ebro (Province de Burgos), en Espagne.
Il fut créé pour incarcérer les prisonniers républicains au cours de la guerre d'Espagne en 1937 et fut maintenu en service jusqu'en 1947, devenant ainsi le dernier des camps de concentration espagnols à fermer ses portes.

## Histoire

### Antécédents
Alors que dans la majeure partie de la province de Burgos, les résultats des élections du 16 juillet 1936 furent favorables aux insurgés, la ville de Miranda était restée fidèle à la Seconde République espagnole. Cette position provoqua une entrée des forces franquistes plus violente qu'ailleurs. En outre, les troupes franquistes y installèrent de nombreuses implantations : camp de concentration, hôpital militaire, garnison pour les troupes italiennes, etc.

### Création du camp
La capture rapide de nombreux prisonniers républicains dans le Nord du pays, contraint à une incarcération massive dans des conditions parfois inhumaines. Afin de pallier ce problème, il fut décidé de créer quatre camps de concentration dans la province de Burgos. L'un de ceux-ci fut créé à Miranda de Ebro qui, compte tenu de sa position géographique à proximité du front et de ses moyens de communication (tant ferroviaires que routiers) adaptés, représentait un choix idéal.
L'endroit choisi avait une superficie de 42 000 m2. Il était situé entre les installations ferroviaires et le rio Bayas et appartenait à la société Sulfatos Españoles SA. Ce sont les habitants de la ville qui se virent imposer la charge de la construction du camp. En moins de deux mois, celui-ci fut achevé et mis en fonction, mais dans des conditions déplorables.

### Prisonniers républicains (1937-1941)
La capacité du camp était de 1500 prisonniers, mais ce nombre fut rapidement dépassé en raison de l'arrivée de nombreux prisonniers en provenance d'autres camps situés plus au nord. Les conditions étaient tellement déplorables qu'au cours de l'hiver 1937, l'un des dortoirs s'effondra, blessant plus de 150 personnes. L'année suivante, des fonds furent débloqués afin de permettre la construction d'autres dortoirs.
Les prisonniers républicains se voyaient affecté un travail en fonction de la catégorie dans laquelle ils étaient classés :
- criminels : criminels de droit commun
- non hostiles au « mouvement national » : engagés de forces dans les troupes républicaines
- volontaires sans responsabilités : volontaires républicains sans responsabilités
- volontaires avec responsabilités : volontaires républicains avec responsabilités (politiques, militaires, etc.)

Les criminels de droit commun étaient envoyés en prison et, en cas de surpopulation, étaient relâchés. Les volontaires sans et avec responsabilités étaient condamnés aux travaux forcés, tandis que les non hostiles étaient engagés dans l'armée franquiste. Les prisonniers étaient obligés de chanter des louanges à Franco alors que leurs opinions politiques étaient sans cesse moquées et ridiculisées.
Le camp de Miranda de Ebro accueillit, en tout, près de 65 000 prisonniers républicains.
En 1941, il ne restait que peu de prisonniers républicains dans le camp. La majorité avait été transférés dans d'autres camps de concentration ou libérés. Le camp de Miranda fut converti en camp de rétention pour combattants étrangers.

### Influence allemande (1941-1944)
L'influence de la Gestapo au camp de Miranda fut très importante, surtout après la visite d'Himmler en 1940. Cette visite avait deux objectifs principaux : rapatrier les prisonniers allemands et déceler d'éventuels espions alliés. Le camp fut même dirigé pendant un certain temps par un dignitaire nazi, Paul Winzer. Entre 1941 et 1944 (période à partir de laquelle Franco, au vu de la tournure des événements de la Seconde Guerre mondiale, commença à prendre ses distances par rapport à l'Allemagne et à l'Italie), la Gestapo procéda à des interrogatoires de prisonniers, participa à l'organisation du centre et décida parfois de l'avenir de certains prisonniers.
Le 5 janvier 1943, les brigadistes commencèrent une grève de la faim et, grâce à la pression ainsi exercée, obtinrent leur libération. En 1943, il ne restait que 3 500 prisonniers étrangers.
| Polonais        | 362 |
| Belges          | 150 |
| Néerlandais     | 6   |
| Tchécoslovaques | 19  |
| Yougoslaves     | 12  |
| Grecs           | 1   |
| Canadiens       | 40  |
| Autrichiens     | 2   |
| Total           | 642 |

Il est à noter la présence de Français qui, tentant de fuir la menace nazie, avaient franchi les Pyrénées avec l'aide de l'armée républicaine et s'étaient fait arrêter et incarcérer. Ils se faisaient parfois passer pour des ressortissants d'autres nationalités (Canadiens notamment en raison de la communauté de langue) par souci de précaution. Il faut donc envisager le décompte des nationalités signalées dans le tableau ci-dessus en tenant compte de ce fait, lequel explique que les Français n'y figurent pas. Selon René Baudry il y avait environ 150 Français dans leur baraque de deux cents, une vingtaine d'Espagnols, quelques Belges, deux Hollandais, et une dizaine de faux Canadiens français.
Les baraques numéros 14 et 15 servaient de prison : c'était le calabozo, la numéro 8 était réservée aux officiers et la 21 aux sous-officiers. La musique logeait au numéro 17 et enfin la dernière, le numéro 26, était affectée à l'épluchage des pommes de terre.
Il y avait aussi de nombreux juifs qui tentaient de fuir l'holocauste.

### Camp de déserteurs (1944-1947)
La fin de la Seconde Guerre mondiale approchant, de nombreux soldats allemands avaient déserté devant l'avancée des troupes alliées en Europe. Comme les Français avant eux, ils essayaient de fuir et cherchaient à embarquer vers l'Amérique latine. Arrêtés, ils étaient emprisonnés par l'armée espagnole, le même sort étant réservé aux déserteurs italiens.
De nombreux nazis préféraient être incarcérés au camp de Miranda plutôt qu'être rapatriés chez eux. Les conditions de vie y étaient de meilleure qualité que dans les camps allemands.

### Fermeture du camp
Le camp de concentration de Miranda de Ebro fut fermé en janvier 1947. Il était alors le dernier camp en fonction sur le territoire national. Les prisonniers furent transférés à la prison de Nanclares de la Oca (actuellement Iruña de Oca dans la province d'Alava). De 1949 à 1953, les installations accueillirent un centre de recrutement avant d'être détruites en 1954.
Sur l'emplacement du camp, où se sont installées aujourd'hui des entreprises de produits chimiques, ne subsiste aujourd'hui qu'un vieux dépôt d'eau, quelques murs, les restes d'une laverie, un bâtiment de corps de garde et une plaque en souvenir des prisonniers. Entre 2005 et 2006, les ruines du lavoir et du corps de garde furent restaurées afin de prévenir un risque d'effondrement.

## Prisonniers notables
- René Baudry, Compagnon de la Libération, d'avril à août 1941 ;
- Léon Branders, aviateur belge
- Georges Bidault[réf. nécessaire], futur chef du Gouvernement provisoire de la République française ;
- Antoine Bissagnet, Compagnon de la Libération, en 1942 ;
- Lucien Bodard, journaliste, grand reporter, écrivain, fait longuement le récit détaillé de son « séjour » au camp de Miranda dans son premier livre la mésaventure espagnole (Nouvelles Editions Oswald, 1946) ;
- Paul Buffet-Beauregard, Compagnon de la Libération, en 1944 ;
- Édouard Cleeren, résistant belge durant la Seconde Guerre mondiale ;
- Daniel Cordier, secrétaire de Jean Moulin, historien, galériste, interné à partir de 1944 ;
- Félix Gouin, futur chef du Gouvernement provisoire de la République française ;
- Hans Hartung, peintre germano-français, légionnaire, à partir de 1943 ;
- Max Hymans, homme politique français, ancien sous-secrétaire d'État aux Finances, organisateur de la livraison d'armes, par les douanes françaises, au gouvernement républicain espagnol. Avait reçu le 1er agent SOE en France occupée (6 mai 1941), libéré après une intervention britannique en juillet 1942 ;
- François Jacob, Compagnon de la Libération[3] ;
- Paul Jonas, Compagnon de la Libération, en 1942 ;
- Antoni Kępiński, psychiatre polonais ;
- Vera Leigh, agent secret du Special Operations Executive (SOE) britannique ;
- Paul Leistenschneider, Compagnon de la Libération, en 1943 ;
- Philippe de Liedekerke, résistant belge, membre du réseau Socrate, capitaine ARA;
- Jacques Monod, prix Nobel ;
- Henri Muller, Compagnon de la Libération, en 1943 ;
- Juan Navarro Ramón, peintre espagnol, à partir de 1941 ;
- Gérard Pollet, commandant de la Royal Air Force belge, à partir de 1941 ;
- Jean-Claude Servan-Schreiber, dans le livre d'Andreï Makine Le pays du lieutenant Schreiber, Grasset,2014 et auteur du livre Tête haute - Souvenirs aux Éditions Pygmalion ;
- Alexandre Ter Sarkissoff, Compagnon de la Libération, en 1944 ;
- Władysław Ważny, capitaine de l'Armée polonaise, héros de la résistance[4],[5].

## Citations
- Le poète péruvien César Vallejo dédia le troisième poème de son livre España, aparta de mí este cáliz à un succès au camp de concentration de Miranda de Ebro[6],[7],[8]
- Dans la ville de Tarbes (France) a été érigé un monument aux victimes de la Seconde Guerre mondiale sur lequel sont cités quelques-uns des plus connus parmi les camps de concentration dont Auschwitz, Mauthausen et Miranda de Ebro.